# شاورية صغيرة الأزهار
شاورية صغيرة الأزهار (الاسم العلمي:Schaueria parviflora) هي نوع من النباتات يتبع جنس الشاورية من الفصيلة الأقنتية.